# Smetnjak
Smetnjak je večja posoda, ki služi kot prostor v katerega odlagamo smeti. Poznamo več vrst smetnjakov; za vse odpadke in tiste, ki so specializirani za točno določene vrste. Med te spadajo na primer smetnjak za papir, smetnjak za embalažo in podobni.